# Anastasie de Circourt
Anastasie de Circourt, condesa de Circourt, (Moscú, 1808 - París, 9 de marzo de 1863) fue una salonnière y una escritora de cartas francesa de origen ruso.

## Biografía
Anastasia de Klustine era la hija de Simón de Klustine, un oficial superior del ejército ruso, y de la condesa Vera Tolstoi. Pasó sus primeros años tanto en Moscú como en el campo de Troitzkoye en la gobernación de Kaluga. Según la costumbre de las familias nobles de Rusia, aprendió los principales idiomas modernos desde la infancia, primero de sus criadoras e institutrices y luego de los maestros. Aunque su salud era muy delicada, progresó tan rápidamente en sus estudios que a los dieciséis años ya sabía ruso, alemán, francés e inglés. Además, había aprendido el antiguo lenguaje litúrgico eslavo y se había dedicado a estudiar la moral religiosa, la metafísica y la botánica, así como música. A los dieciocho años, empezó a viajar con su madre para fortalecer su salud. Pasó dos años entre Montpellier y luego en los Pirineos y París. Fue en París donde, durante el invierno de 1826-1827, conoció al Conde Adolphe de Circourt, en casa de su prima Adèle Marie Charlotte du Houx de Vioménil, Marquesa de la Tour du Pin Montauban, que vivía entonces con su padre, el mariscal du Houx de Vioménil. Su matrimonio se celebró tres años más tarde, hacia finales de 1830, en Berna o Ginebra, después de tres años pasados con su madre en Niza, Ginebra e Italia, pasando por Pisa, Roma, Nápoles y Venecia. En Pisa, aprendió italiano bajo la guía de [[Giovanni 
Rosini]], que le dedicó su novela Luisa Strozzi. Durante este viaje se hizo amiga del contratenor Carmignani, del dramaturgo Niccolini, del crítico de arte Leopoldo Cicognara, de la escritora Giustina Renier Michiel y de muchos otros personajes italianos. En Roma, el arqueólogo Pietro Ercole Visconti, le dedicó su colección de canciones populares de Saggio de' canti popolari: della provincia di Marittima e Campagna, y la Academia de la Arcadia la admitió en sus filas con el nombre de Corinna Boristenide. Más tarde añadió a la lista de sus amigos de Italia los nombres del General Filangieri, Gino Capponi, Pellegrino Rossi y, sobre todo, Camillo Benso, conde de Cavour.
Después de pasar el año siguiente a su matrimonio en Suiza, y principalmente en Ginebra, donde se sintió atraída por las relaciones que había iniciado allí con la sociedad literaria de esa ciudad, especialmente con Sismondi, Bonstetten y Pyrame de Candolle, Anastasia de Circourt quiso volver a Italia con su marido y pasó allí tres inviernos, compartiendo su estancia entre Pisa, Roma, Génova, Milán, Florencia, Nápoles y Venecia. Después de Italia, la joven pareja visitó Rusia y Alemania, donde aumentó el número de sus amistades. El Príncipe, ahora rey Juan I de Sajonia, y los dos Reyes de Prusia, Federico Guillermo III y Federico Guillermo IV, le prestaron sucesivamente su atención y pronto tuvo entre sus amigos íntimos a Cornelio, Kaulbach, Rauch, Lepsius, Humboldt, el historiador Ranke, Bettina von Arnim, Schelling, todo lo que Alemania tenía entonces de más eminente en las ciencias, las artes y la literatura. En Rusia tenía los votos del pequeño círculo de eruditos de los que Aleksandr Pushkin era el líder reconocido y más tarde adquirió, fuera de Rusia, la fiel amistad de la más famosa de sus compatriotas, Sophie Swetchine.
Fue en París, en 1835, donde Anastasie de Circourt vio por primera vez al joven Cavour, quien, después de haber renunciado a su cargo de oficial de ingeniería en el ejército sardo, viajaba para su entrenamiento. Conocía de Ginebra a la madre y a la tía del futuro ministro, la marquesa de Cavour, y a su hermana la duquesa de Clermont-Tonnerre, y había conocido en Plombières-les-Bains, en 1834, al hermano mayor del conde Camille, el marqués Gustave de Cavour. Habiendo reconocido en Cavour «al hombre más magnánimo de su tiempo», Anastasie tuvo desde ese momento una amistad que nunca flaqueó y que más tarde se convirtió en una de ilimitada devoción. El conde de Cavour, por su parte, tenía un afecto mezclado con respeto y gratitud por ella, que solamente cesó con su vida. Incluso en los momentos más críticos de su carrera política, en medio de sus pruebas más difíciles, el gran ministro encontró tiempo para escribirle, sabiendo que en los círculos parisinos más hostiles a la causa italiana, podía contar con la voz valiente y atenta de su amiga.

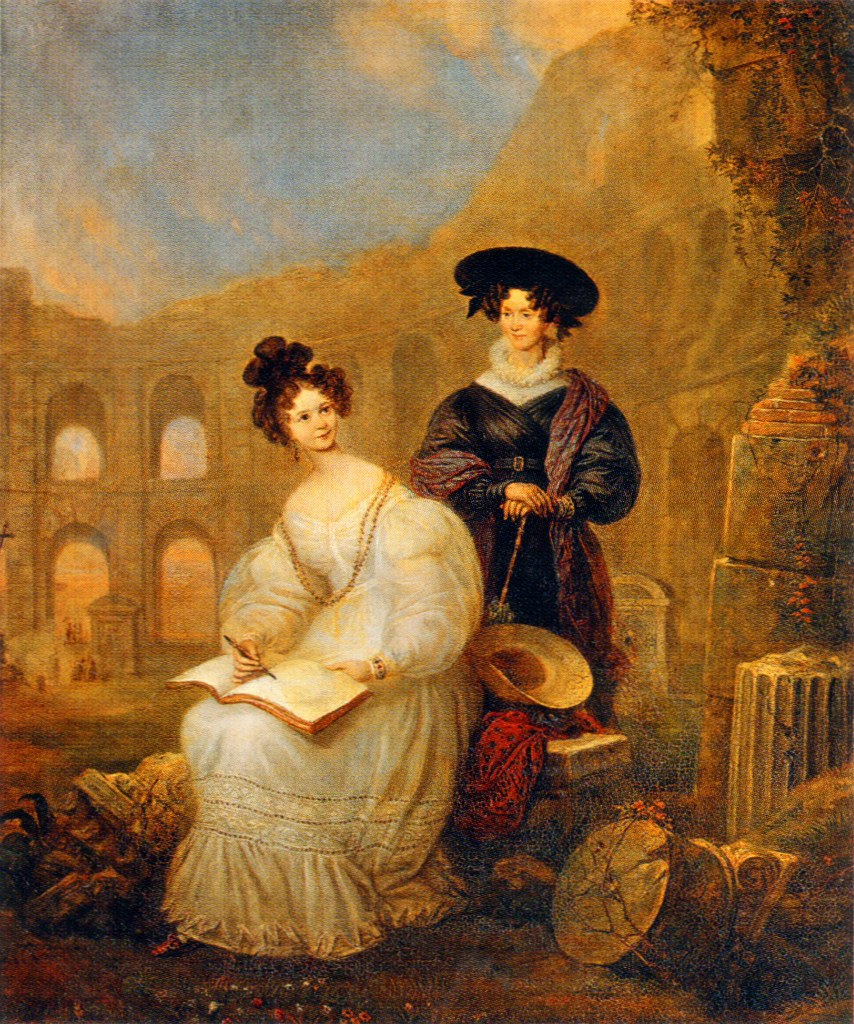
Anastasie (sentada) con su madre delante el Coliseum a finales de los años 1820 por un artista desconocido.

En 1841, siguiendo el ejemplo de su amiga Sophie Swetchine, y después de pensarlo mucho tiempo, abandonó la ortodoxia por el rito católico. Habiéndose instalado finalmente en París durante el invierno desde 1836, acompañó a su marido a Berlín en 1848 durante su misión ante el rey Federico Guillermo IV de Prusia, prestando su encanto, su juicio, sus consejos e incluso su pluma a su misión, ya que fue la única secretaria de su marido durante toda la misión. En 1850, hizo arreglar una casa de campo en Les Bruyères, en La Celle-Saint-Cloud, a la que llamó su «ermita», y que desde entonces recibió muchas visitas ilustres en los meses de verano y otoño. Fue en esta casa de campo donde, en la noche del 18 de agosto de 1855, se prendió fuego a su pelo y su peinado, al colocar su cabeza cerca de la llama de una vela. La quemadura en su cuello y hombros fue tan grave que permaneció lisiada y medio paralizada durante el resto de su vida, pero soportó con una firmeza y serenidad heroicas sufrimientos verdaderamente indecibles ocultándolos a sus amigos y continuando sus recepciones, ya sea en París o en Les Bruyères, donde era transportada cada primavera.
El salón de Anastasie de Circourt, que se celebraba en París o en su casa de Les Bruyères se había convertido en una sucursal de verano desde 1852, fue desde el principio uno de los pocos lugares donde a las ilustraciones de todos los países les gustaba reunirse, «un salón de aclimatación» según la propia fórmula de Adolphe Thiers. Ella aceptaba todas las convicciones sinceras y juzgaba a los hombres por sus méritos, independientemente de los grupos políticos a los que pudieran pertenecer. Esencialmente buena y amable con todos, fiel y devota de sus amigos, siempre dispuesta a predicar la armonía a las mentes más divididas y rebeldes, poniendo todo su corazón, toda su insistencia como mujer y todo el encanto de su espíritu en esta obra de conciliación, logró reunir codo con codo y mantener con ella a los hombres y mujeres que estaban separados del abismo y que no tenían otros lazos entre ellos que su amistad.

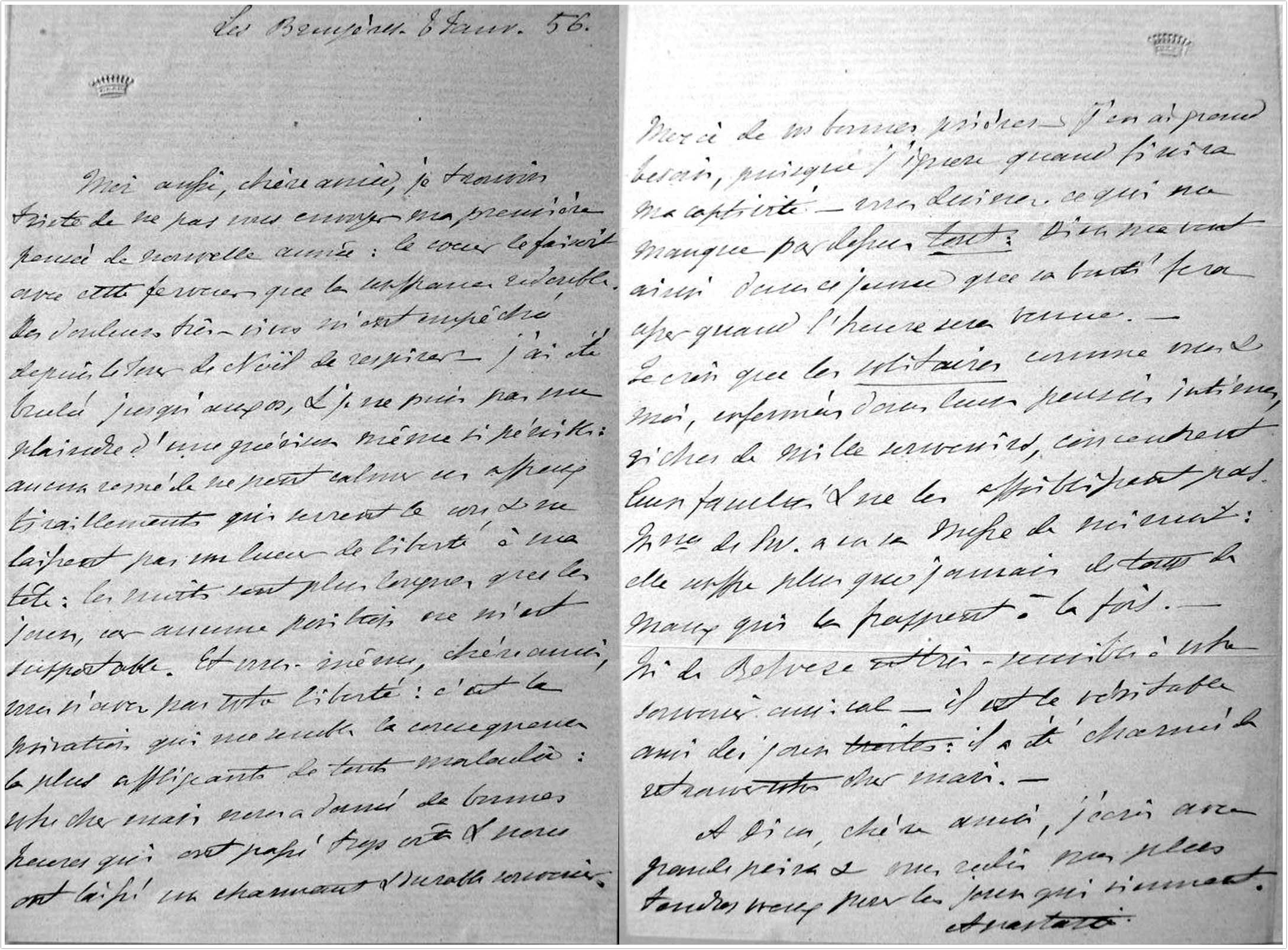
Carta autógrafa del 8 jde enero de 1856, a su amiga la condesa Isaure de La Ferrière.

Vitet, Falloux,Mérimée, Ranke, Tocqueville, Lamartine, Salvandy, Vigny,  Thiers, Edmond Schérer, Prévost-Paradol y Drouyn de Lhuys, Sophie Swetchine y la Sra. Austin, la condesa de Pimodan y la duquesa Colonna, Lady Holland y Mme de Goyon, Cavour y los marqueses de Faubourg Saint-Germain, Eckstein, Cousin, Ticknor, Stanley, Prescott, Senior, de La Rive, Dolgorukov, Oliphant, Geffcken, Scherer, Parieu, Filangieri, Scialoja, toda una serie de ilustres personalidades alejadas unas de otras por la política, la religión o los prejuicios, procedentes de todos los países, que profesaban las más diversas creencias y opiniones, encontraron junto a Anastasie de Circourt una oportunidad de acercarse que habrían buscado en vano en otro lugar.
Cuando Anastasie de Circourt murió en su apartamento de la rue des Saussaies de París el 9 de marzo de 1863, después de una corta enfermedad, su muerte fue una gran pérdida para sus muchos amigos de todo el mundo, especialmente en Italia, donde sus vínculos con Cavour y su declarada simpatía por su causa eran bien conocidos.
Alfred de Vigny describió sobre su salón: «La casa presidida por esta brillante joven es como la de Madame de Staël l'hôpital des partis».
Charles Augustin Sainte-Beuve, que no se inclinaba por la indulgencia, escribió a su muerte:
«El salón de Madame de Circourt tenía la peculiaridad de que la inteligencia le daba derecho a vivir allí. Ninguna prevención, ningún prejuicio detuvo a esta persona, tan piadosa por otra parte y tan firme en sus creencias, en cuanto sintió que se trataba de un espíritu de valor y un hombre de talento. De cualquier lado político que uno llegara, de cualquier dogma filosófico que uno encontrara, uno se encontraría con amistad y simpatía alrededor de esta silla donde durante años había estado encadenada por crueles dolores, escondida en una encantadora buena gracia y con un inalterable arte de sociabilidad».